# Béla Ambró de Adamócz
Béla Ambró de Adamócz (německy Adalbert Ambró von Adamócz) (3. září 1849 Adamovce – 13. července 1927 Bratislava) byl rakousko-uherský diplomat. Ve službách ministerstva zahraničí působil od roku 1873, v nižších funkcích strávil řadu let v Itálii a Německu. V letech 1899–1908 byl rakousko-uherským velvyslancem v Japonsku. 

## Životopis

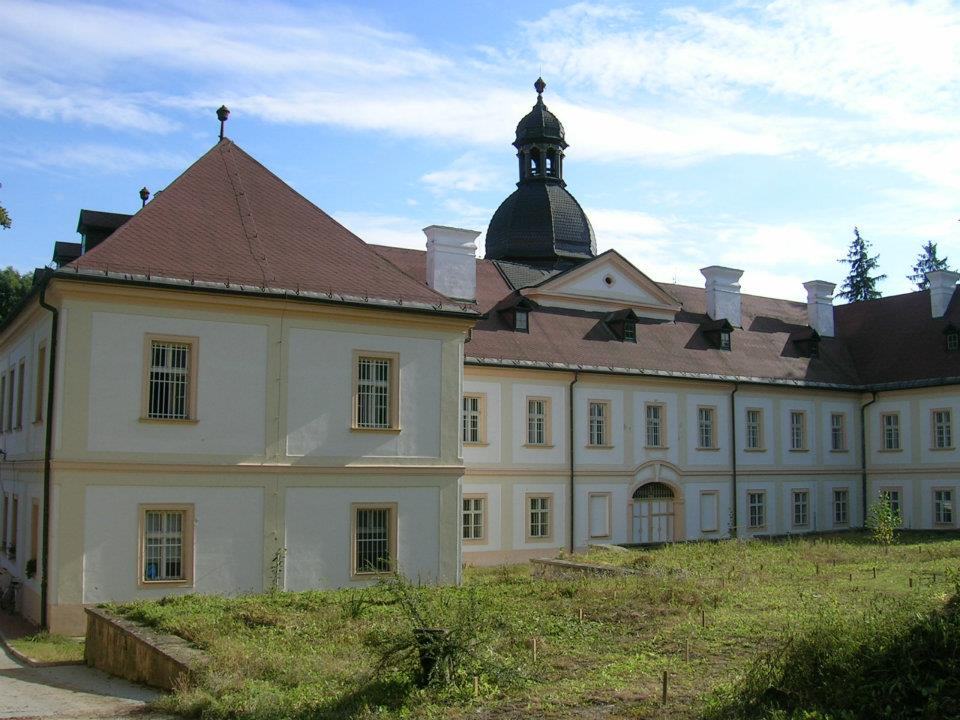
Zámek v Adamovcích, sídlo rodu Ambró v 18. a 19. století

Pocházel ze starého šlechtického rodu z Horních Uher nobilitovaného v roce 1655. Narodil se na zámku Adamovce jako nejstarší ze tří synů Alberta Ambró (1823–1916) a jeho manželky Amandy Reviczké (1820–1904). Po středoškolských studiích absolvoval jednoroční dobrovolnou službu v c. k. armádě, v hodnosti poručíka 27. pěšího pluku byl v roce 1874 převeden do stavu záloh. Bélův vstup do diplomatických služeb souvisel s početnějším zastoupením uherské šlechty v éře ministra zahraničí Gyuly Andrássyho, od roku 1873 byl nižším úředníkem na ministerstvu zahraničí. Řadu let poté strávil v Itálii, kde začínal jako atašé v Římě, na stejné pozici pak působil v Berlíně. Později byl vyslaneckým tajemníkem a vyslaneckým radou ve Vatikánu a zároveň zplnomocněncem pro církevní záležitosti. U Svatého stolce byl nakonec krátce velvyslaneckým radou, respektive legačním radou I. kategorie (1898–1899).
V letech 1899–1908 byl rakousko-uherským vyslancem v Tokiu, současně byl pověřen vedením diplomatického zastoupení v Siamu, kde bylo stálé rakousko-uherské vyslanectví zřízeno až v roce 1912. Jeho důležitá úloha pozorovatele vztahů Japonska k evropským mocnostem se projevila především v době rusko-japonské války (1904–1905), kdy v Evropě platil za jednoho z nejlépe informovaných a informujících diplomatů na Dálném východě. Zlepšené vztahy mezi Vídní a Tokiem vedly v roce 1907 k povýšení rakousko-uherského diplomatického zastoupení na velvyslanectví. Jako nově jmenovaný velvyslanec předal v březnu 1907 pověřovací listiny císaři Mucuhitovi. V listopadu 1908 byl z Tokia odvolán a od té doby žil v soukromí. 
Během svého dlouholetého pobytu v Římě se v roce 1885 oženil s italskou šlechtičnou markýzou Filomenou Cavaletti-Rondini (1863–1927), která byla později jmenována dámou Řádu hvězdového kříže. Manželství zůstalo bezdětné.
K Bélovu rodnému zámku v Adamovcích patřil velkostatek o rozloze 1 800 hektarů půdy, otec tento majetek prodal koncem 19. století italské rodině Sizzo-Norris.

## Tituly a ocenění
Jako příslušník starého šlechtického rodu byl v roce 1867 jmenován c. k. komořím a ve funkci velvyslance obdržel v roce 1907 titul c. k. tajného rady s nárokem na oslovení Excelence. Během diplomatické služby získal několik ocenění v Rakousku-Uhersku i v zahraničí.

### Rakousko-Uhersko
- komtur Řádu Františka Josefa s hvězdou (1897)
- Jubilejní pamětní medaile (1898)
- rytířský kříž Leopoldova řádu (1911)
- velkokříž Řádu Františka Josefa (1911)

### Zahraničí
- komandér Řádu Františka I. (Itálie)
- důstojník Řádu sv. Mořice a Lazara (Itálie)
- komtur Řádu Pia IX. (Papežský stát)
- Řád thajské koruny I. třídy (Siam)
- Řád Medžidie III. třídy (Osmanská říše)
- Řád pruské koruny II. třídy (Německo)
- rytíř Řádu sv. Michaela (Bavorsko)